# Alida Gundlach
Alida Gundlach (* 17. Juli 1943 als Alida Fischer in Hildesheim) ist eine deutsche Radio- und Fernsehmoderatorin, Journalistin, Autorin und Hörbuch-Sprecherin.

## Leben
Sie wurde als Tochter eines Niederländers und einer Italienerin geboren und absolvierte eine Ausbildung zur Ballett-Tänzerin sowie als Exportkauffrau. In Hannover leitete sie ihre eigene Ballettschule und gründete das Show-Ensemble Alida Dancers. Ab 1968 moderierte sie zahlreiche Bühnenshows, bei denen sie zudem für die Regie und die Choreographie zuständig war. Ferner arbeitete sie als freie Journalistin für mehrere Zeitungen und Zeitschriften.
1970 wurde sie bei Radio Luxemburg Sprecherin und Programmgestalterin, 1971/72 moderierte sie beim Südwestfunk mit dem Jugendmagazin drum ihre erste Fernsehsendung. Von 1975 bis 1977 und 1987 bis 1988 moderierte sie beim NDR Fernsehen die Aktuelle Schaubude, zunächst zusammen mit Jürgen Roland, ab 1976 mit Carlo von Tiedemann. Von 1984 bis 2002 moderierte sie 220 Mal die NDR Talk Show. Ihre Partner in der Sendung waren unter anderem Wolf Schneider, Hubertus Meyer-Burckhardt und Jörg Pilawa. Wobei es oft zu heftigen Wortgefechten mit ihr, und zum Beispiel, Klaus Kinski (18. Oktober 1985) oder mit Falco (20. November 1992) oder vielen andern Gästen in der Abend-Talk-Show kam. Außerdem gestaltete sie die Fernsehreihen Alida Gundlach exclusiv (ARD, 1995–98), Alida – Lust am Wohnen und Herrenhäuser in Niedersachsen (N3, ab 2002).
In den 1970er Jahren war sie kurzzeitig mit dem Bandleader Les Humphries liiert. Entgegen dem sich hartnäckig haltenden Gerücht war Alida Gundlach nach  eigener Aussage keine Background-Sängerin von Chris Roberts. Sie synchronisierte lediglich einmal im Juni 1976 in der Aktuellen Schaubude in einigen Szenen der Musikpräsentation des Schlagers Do you speak English die wirkliche Background-Sängerin.
Gundlach lebte jahrelang mit ihrem zweiten Ehemann auf Mallorca. Sie ist, veranlasst von einer langwierigen Krebserkrankung, Botschafterin der Deutschen Krebsgesellschaft und engagiert sich für den Tierschutz, Kinder, Senioren und die Natur. 
1998 veröffentlichte sie ihr erstes Buch Socke und Konsorten.

## Publikationen (Auswahl)
- Socke & Konsorten. Wunderlich, Reinbek 2000, ISBN 978-3-4992-6229-6.
- Pünktchen olé!. Wunderlich, Reinbek 2000, ISBN 978-3-8052-0666-2
- Wolken-Geschichten. Ed. Riesenrad, Hamburg 2001, ISBN 978-3-9357-4606-9.
- Pfeif der Angst ein Liedchen. Ed. Riesenrad, Hamburg 2001, ISBN 978-3-9357-4601-4.
- Mallorca exclusiv. Hädecke, Weil der Stadt 2001, ISBN 978-3-7750-0345-2
- Herrenhäuser in Niedersachsen. Schlütersche, Hannover 2002, ISBN 3-8770-6856-1.
- Herrenhäuser in Niedersachsen Teil 2. Schlütersche, Hannover 2003, ISBN 978-3-8770-6863-2.
- Perlen des Nordens. Von Spurensuchern, Sternenfängern und Stationen. Schlütersche, Hannover 2004, ISBN 978-3-8999-3702-2.
- Miteinander oder gar nicht. Wie Generationen voneinander profitieren. Südwest, München 2010, ISBN 978-3-5170-8556-2.